# الكسندر بيلي (أستاذ جامعي)
الكسندر بيلي (بالإنجليزية: Alexander Baillie)‏ هو موسيقي بريطاني، ولد في 6 يناير 1956 في ستوكبورت في المملكة المتحدة.

## وصلات خارجية
- الموقع الرسمي
- الكسندر بيلي على موقع ميوزك برينز (الإنجليزية)
- الكسندر بيلي على موقع أول ميوزيك (الإنجليزية)
- الكسندر بيلي على موقع ديسكوغز (الإنجليزية)